# Hongxing Shuiku
Hongxing Shuiku (kinesiska: 红星水库) är en reservoar i Kina. Den ligger i provinsen Heilongjiang, i den nordöstra delen av landet, omkring 45 kilometer sydost om provinshuvudstaden Harbin. Hongxing Shuiku ligger 183 meter över havet. Arean är 1,9 kvadratkilometer. Omgivningarna runt Hongxing Shuiku är en mosaik av jordbruksmark och naturlig växtlighet. Den sträcker sig 1,8 kilometer i nord-sydlig riktning, och 2,1 kilometer i öst-västlig riktning.
Genomsnittlig årsnederbörd är 839 millimeter. Den regnigaste månaden är juli, med i genomsnitt 186 mm nederbörd, och den torraste är januari, med 8 mm nederbörd.